# Terremoto di Nankai del 1498
Il terremoto di Nankai del 1498 (明応地震?, Meiō jishin) avvenne al largo della costa di Nankaidō, in Giappone, alle 8 del mattino del 20 settembre 1498. La sua magnitudo stimata è di 7,5 M (8,6 Ms) e fu seguito da un grande tsunami. Non si è sicuri del numero esatto delle vittime, ma si stimano fra  5 000 e 41 000. Lo tsunami causato dal terremoto distrusse l'edificio che ospitava il Grande Buddha nel tempio di Kōtoku-in a Kamakura, ma la statua resistette all'impatto e –da allora– è rimasta all'esterno del tempio.

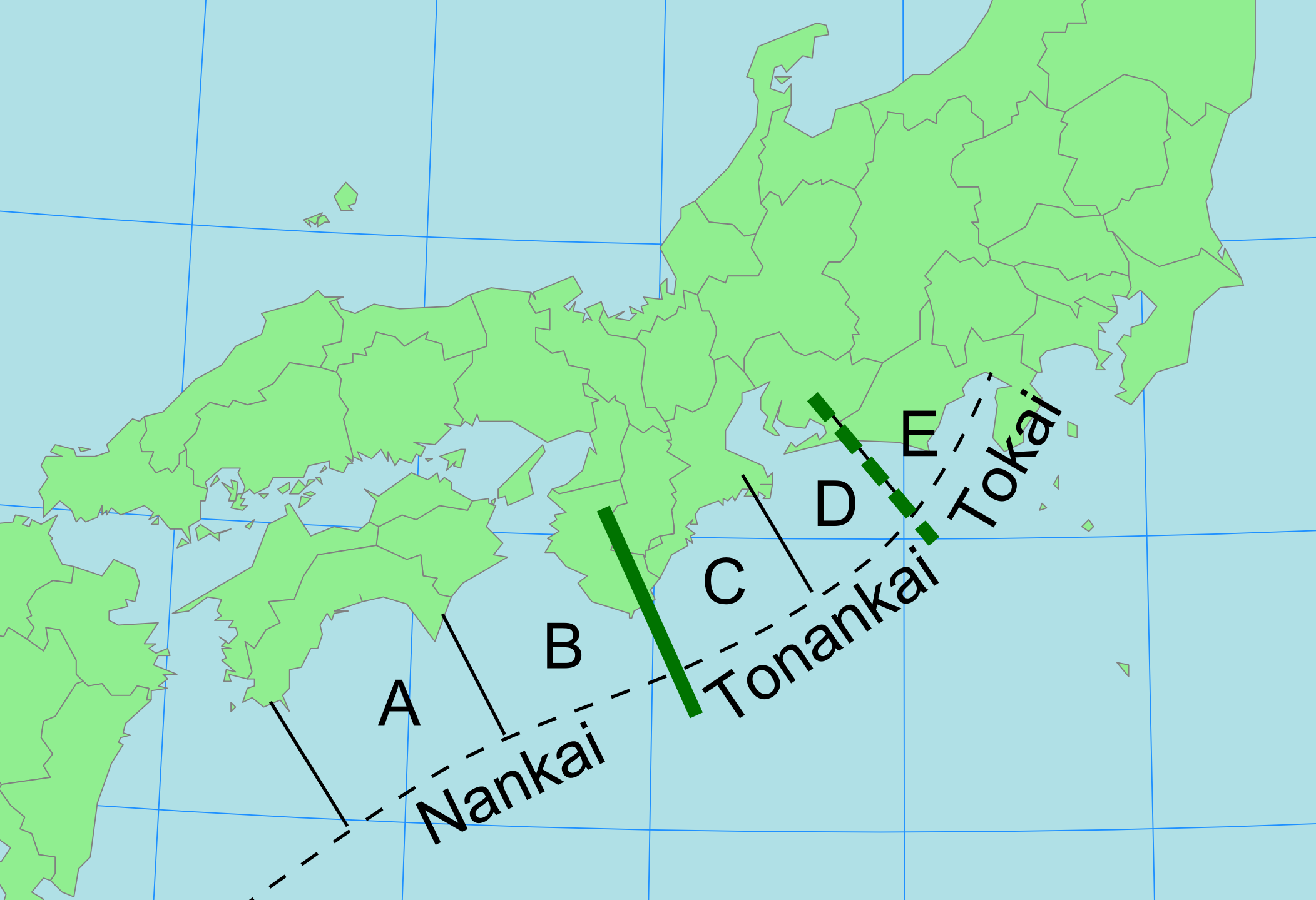
Aree di faglia per Nankai

## Situazione tettonica
La costa meridionale di Honshū corre parallela alla Fossa di Nankai, che segna la subduzione della Placca delle Filippine sotto la Placca eurasiatica. Gli spostamenti delle placche lungo questa linea di subduzione causano numerosi terremoti, alcuni dei quali classificati come megasismi. La faglia di Nankai ha cinque segmenti distinti (nominati da A a E) che possono muoversi indipendentemente.
Nell'evento del 1498, il terremoto dovrebbe aver coinvolto i segmenti C, D ed E e forse anche gli A e B. Se entrambi i lati della mega-faglia furono coinvolti, allora l'evento del Nankai fu simultaneo con l'altro terremoto catastrofico del mare di Enshū nella zona di Tokai; quest'ultimo è misurato di 8,3 sulla scala Richter e fu a sua volta seguito da uno tsunami. Un doppio evento simile avvenne con il terremoto del Hōei del 1707.

## Caratteristiche
Le scosse vennero registrate dalla penisola di Bōsō, a nord-est, fino alla penisola di Kii nel sud-ovest. Uno tsunami avvenne nella baia di Suruga e a Kamakura, dove distrusse numerosi edifici, fra i quali quello che ospitava il Grande Buddha nel tempio di Kōtoku-in. Nell'area di Nankai sono state ritrovate tracce di liquefazione delle sabbie legate all'evento.
Il fondo dell'oceano si sollevò di 4 m con il terremoto, con una subsidenza minore vicino alla costa. Il lago Hamana divenne una distesa di acqua salmastra per via dello tsunami che penetrò nelle terre basse fra il lago e l'Oceano Pacifico.